# Литва на зимних Олимпийских играх 1998
Литва принимала участие в Зимних Олимпийских играх 1998 года в Нагано (Япония) в четвёртый раз за свою историю, но не завоевала ни одной медали.

## Состав сборной
Биатлон
1. Лютаурас Барила

 Горнолыжный спорт
1. Линас Вайткус

 Лыжные гонки
1. Ричардас Панавас
2. Владисловас Зибайла
3. Казимира Стролене

 Фигурное катание
1. Повилас Ванагас
2. Маргарита Дробязко

## Результаты соревнований

### Биатлон
Спортсменов — 1
Мужчины
| Соревнование         | Спортсмены      | Стрельба | Результат | Отставание | Место |
| -------------------- | --------------- | -------- | --------- | ---------- | ----- |
| Спринт               | Лютаурас Барила | 5        | 31.23,7   | +4:07.5    | 59    |
| Индивидуальная гонка | Лютаурас Барила | 5        | 1:02.12,2 | +5:55.8    | 43    |

### Лыжные виды спорта

#### Горнолыжный спорт
Мужчины
| Соревнование     | Спортсмены    | 1 спуск | 2 спуск       | Всего                | Место                |
| ---------------- | ------------- | ------- | ------------- | -------------------- | -------------------- |
| Скоростной спуск | Линас Вайткус | 1:56.22 | Не проводится | Не проводится        | 25                   |
| Комбинация       | Линас Вайткус | 0:58.93 | DNF           | Завершил выступление | Завершил выступление |

#### Лыжные гонки
Спортсменов — 3
Мужчины
| Соревнование              | Спортсмены          | Результат | Место |
| ------------------------- | ------------------- | --------- | ----- |
| 10 км классическим стилем | Ричардас Панавас    | 29.24,1   | 30    |
| 10 км классическим стилем | Владисловас Зибайла | 30.09,9   | 44    |
| Гонка преследования 15 км | Ричардас Панавас    | 1:12.36,3 | 42    |
| Гонка преследования 15 км | Владисловас Зибайла | 1:13.36,9 | 51    |
| 30 км свободным стилем    | Ричардас Панавас    | 1:41.15,6 | 30    |
| 30 км свободным стилем    | Владисловас Зибайла | DNF       | -     |
| 50 км классическим стилем | Ричардас Панавас    | DNF       | -     |
| 50 км классическим стилем | Владисловас Зибайла | 2:23.34,6 | 51    |

Женщины
| Соревнование              | Спортсмены        | Результат  | Место |
| ------------------------- | ----------------- | ---------- | ----- |
| 5 км классическим стилем  | Казимира Стролене | 21:17.5    | 76    |
| 15 км классическим стилем | Казимира Стролене | 59:48.3    | 64    |
| 30 км свободным стилем    | Казимира Стролене | 11:40:57.9 | 55    |
| Гонка преследования 10 км | Казимира Стролене | 56:21.3    | 68    |

### Фигурное катание
Спортсменов — 2
| Спортсмены                         | Соревнования  | CD1   | CD2   | OD    | FD    | Результат | Результат |
| Спортсмены                         | Соревнования  | Место | Место | Место | Место | Место     | Место     |
| ---------------------------------- | ------------- | ----- | ----- | ----- | ----- | --------- | --------- |
| Маргарита Дробязко Повилас Ванагас | Танцы на льду | 8     | 9     | 8     | 8     | 16.2      | 8         |